# 箱根小涌園

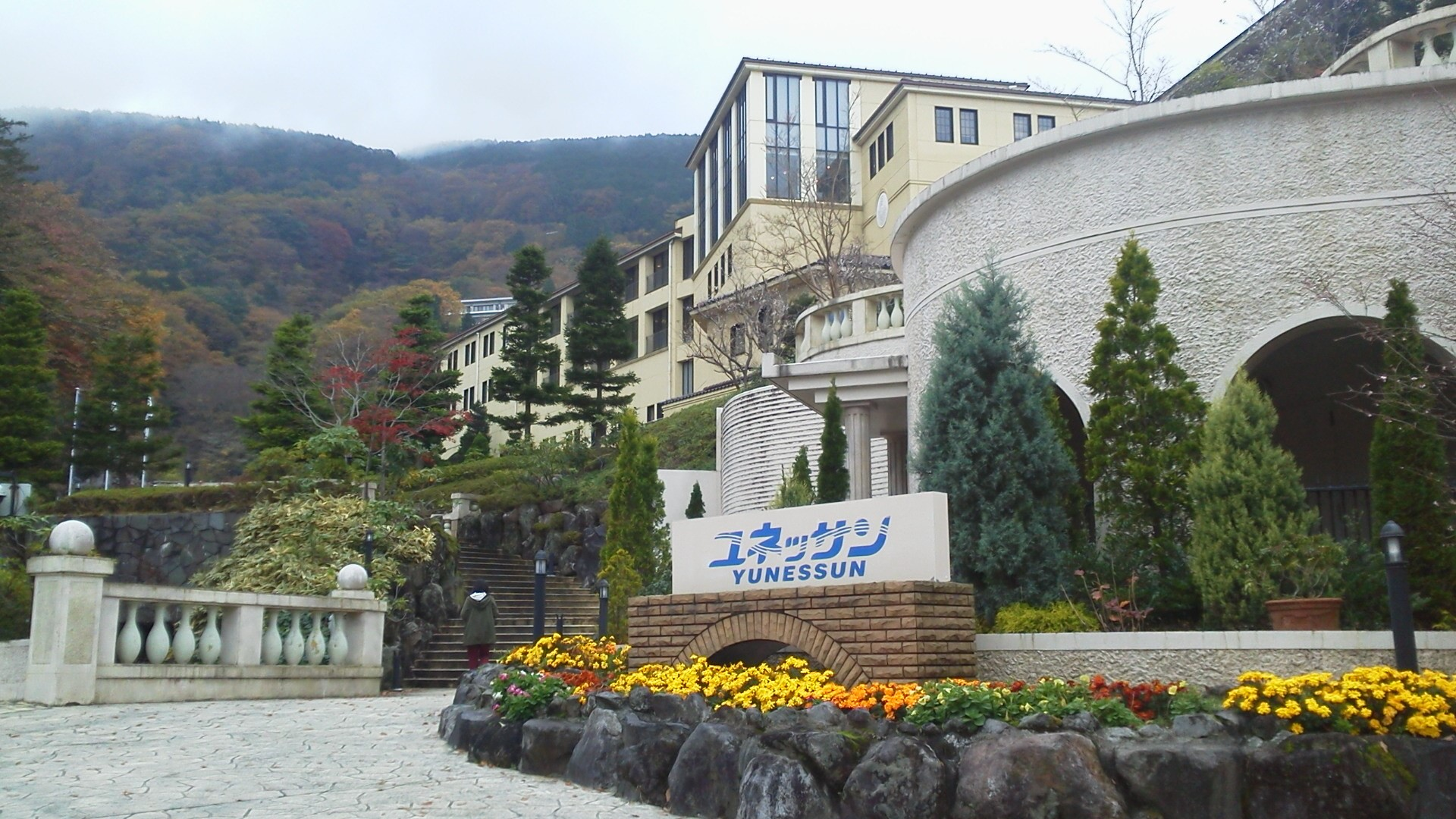
外觀

箱根小涌園是在日本神奈川縣足柄下郡箱根町箱根溫泉的旅館。標高620公尺，日本藤田觀光集團的經營

## 建築特色
日本建築師吉村順三設計，共220間房，於1959年完工。有箱根區內最大的會議設施。